# Chrysolina fuliginosa
Chrysolina fuliginosa  (лат.) — вид жуков подсемейства хризомелин (Chrysomelinae) из семейства листоедов (Chrysomelidae). Распространён в Европе (Испания, Франция, Португалия, Италия и Германия). Согласно литературным данным василёк шероховатый и подмаренник мягкий являются кормовыми растениями для особей Chrysolina fuliginosa.
Установлено, что в яйцах и в секреции взрослых особей содержится стероид карденолид-гликозид (C36H58O14). Но пока не проводилось никаких исследований на темы: достаточно ли концентрации карденолида в яйцах для отпугивания хищников и о происхождении стероида в яйцах.

## Подвиды
- Chrysolina fuliginosa coriacea (Suffrian, 1851) — центральная часть и юг Испании, Португалия[3];
- Chrysolina fuliginosa espanoli Bechyné, 1950 — Испания[3];
- Chrysolina fuliginosa fuliginosa (Olivier, 1807) — юг Франции, северо-восток Испании[3];
- Chrysolina fuliginosa galii (Weise, 1884) — восток и центральная часть Франции, Германия[3];
- Chrysolina fuliginosa gendreaui Bechyné, 1949 — запад Франции[3];
- Chrysolina fuliginosa microsticha Bechyné, 1949 — север Италии[3];